# Joris Seddik
Joris Seddik (ur. 4 stycznia 2006 w Mende) – francuski siatkarz, reprezentant Francji, grający na pozycji środkowego.
Jego o 5 lat młodszy brat Noa, również grał w siatkówkę.

## Sukcesy klubowe
Superpuchar Francji:
- 2024[8]

## Sukcesy reprezentacyjne
Mistrzostwa Europy Kadetów:
- 2022[9]

Mistrzostwa Europy Juniorów:
- 5. miejsce 2022[10]

Mistrzostwa Świata Kadetów:
- 2023[11]

Liga Narodów:
- 2024[12]

## Nagrody indywidualne
- 2022: Najlepszy środkowy Mistrzostw Europy Kadetów[13]
- 2023: Najlepszy środkowy Mistrzostw Świata Kadetów[14]